# Poarta Mdina
Poarta Mdina (în malteză Il-Bieb tal-Imdina), numită și Poarta Principală sau Poarta Vilhena, este poarta principală din orașul fortificat Mdina, Malta. A fost construită în stil baroc în 1724 conform planurilor lui Charles François de Mondion, în timpul magistraturii Marelui Maestru António Manoel de Vilhena.

## Istoric
Orașul Maleth a fost fondat de fenicieni în jurul anului 700 î.Hr., iar mai târziu a devenit parte a Imperiului Roman sub numele de Melite. Orașul punic-roman a ocupat întreaga Mdina de azi și zidurile sale au fost extinse spre Rabat. Orașul a fost redus la dimensiunea sa actuală cândva în perioada medievală timpurie, fie de către bizantini, fie de către arabi. Până în secolul al XV-lea, orașul (acum cunoscut sub numele de Mdina) a fost apărat de un sistem de ziduri duble aflate pe partea dinspre uscat, cu intrarea principală situată în apropiere de colțul de sud-est al orașului, lângă turn cunoscut sub numele de Turri Mastra.

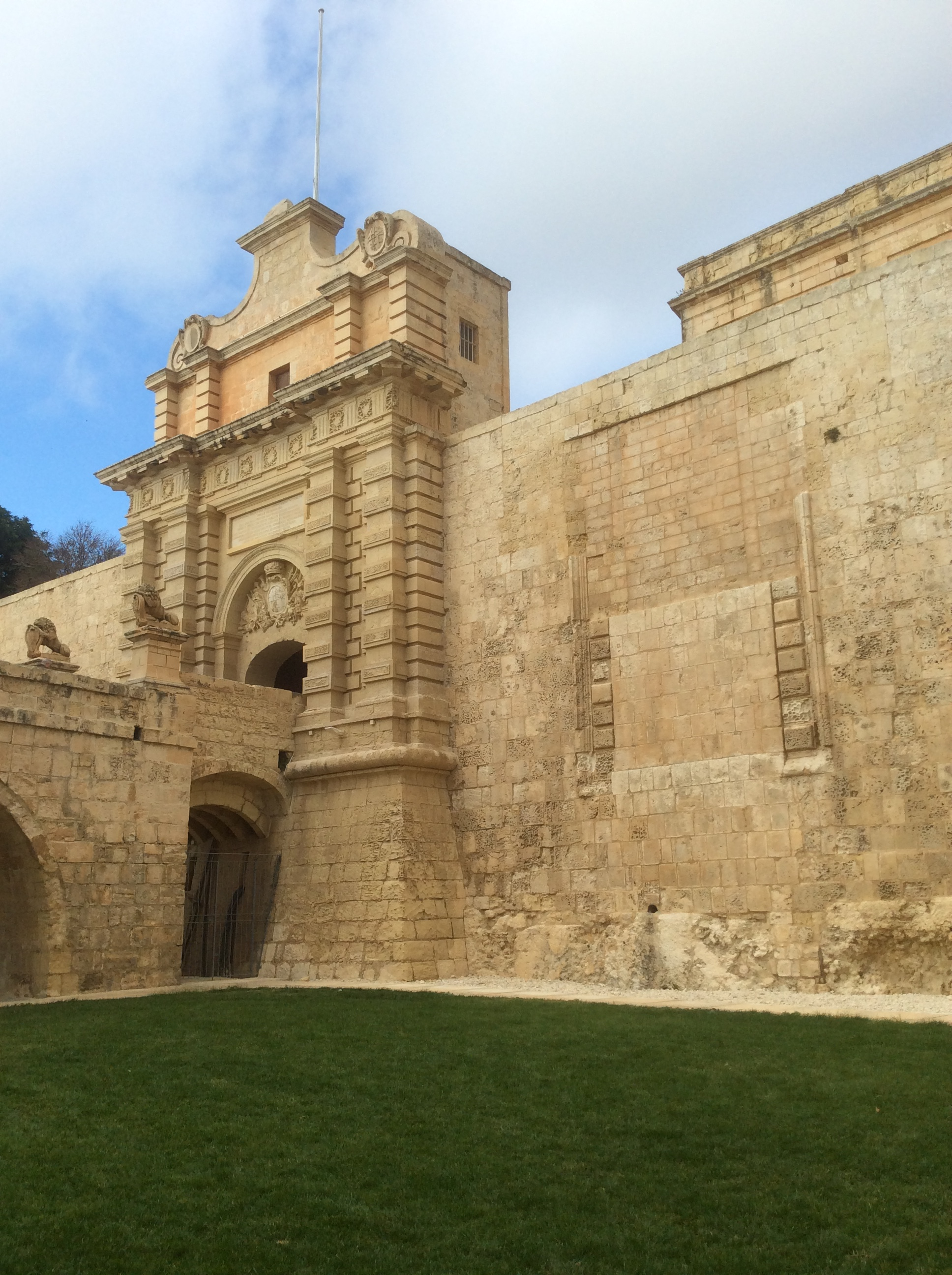
Poarta Mdina și intrarea medievală

În perioada medievală, intrarea principală în Mdina era realizată din trei porți care au fost separate prin curți. Poarta exterioară a fost numită Prima Porta sau Porta Principale di Santa Maria și a fost decorată cu stema Sua Cesarea Majestati în 1527. O barbacană a fost construită pentru a proteja poarta cândva după 1448, dar a fost demolată în 1551 din moment ce nu mai era considerată ca fiind potrivită pentru apărare. Se crede că această poartă a fost reconstruită de Ordinul Sf. Ioan în secolul al XVII-lea.
În 1722, Marele Maestru António Manoel de Vilhena a ordonat restaurarea și renovarea Mdinei. Intrarea orașului a fost reconstruită complet și o nouă poartă barocă a fost construită conform planurilor arhitectului francez Charles François de Mondion în 1724. Deoarece curțile din spatele porții vechi au fost demolate pentru a face loc pentru Palazzo Vilhena, poarta originală a fost astupată, iar cea nouă a fost construită câțiva metri mai la stânga sa. Fortificațiile medievale ale orașului au fost reconstruite în acel an, iar Turri Mastra a fost demolată și înlocuită cu Torre dello Standardo.
Poarta Mdina a fost prezentată pe o monedă de argint comemorativa de 2 lire malteze emisă de Banca Centrală a Maltei în 1973. Partea din spate a porții, împreună cu Torre dello Standardo, au fost reprezentate pe bancnota de 5 lire malteze care a circulat între 1989 și 2007.
Poarta a fost restaurată în anul 2008 de către Unitatea de restaurare a Departamentului Lucrărilor Publice.
Astăzi, Poarta Mdina este una dintre principalele atracții turistice ale Mdinei. Poarta a fost inclusă pe Lista de Antichități din 1925. Este clasificată ca un monument național de gradul 1 și este listată pe Inventarul Național al Bunurilor Culturale din Insulele Malteze.

## Arhitectura

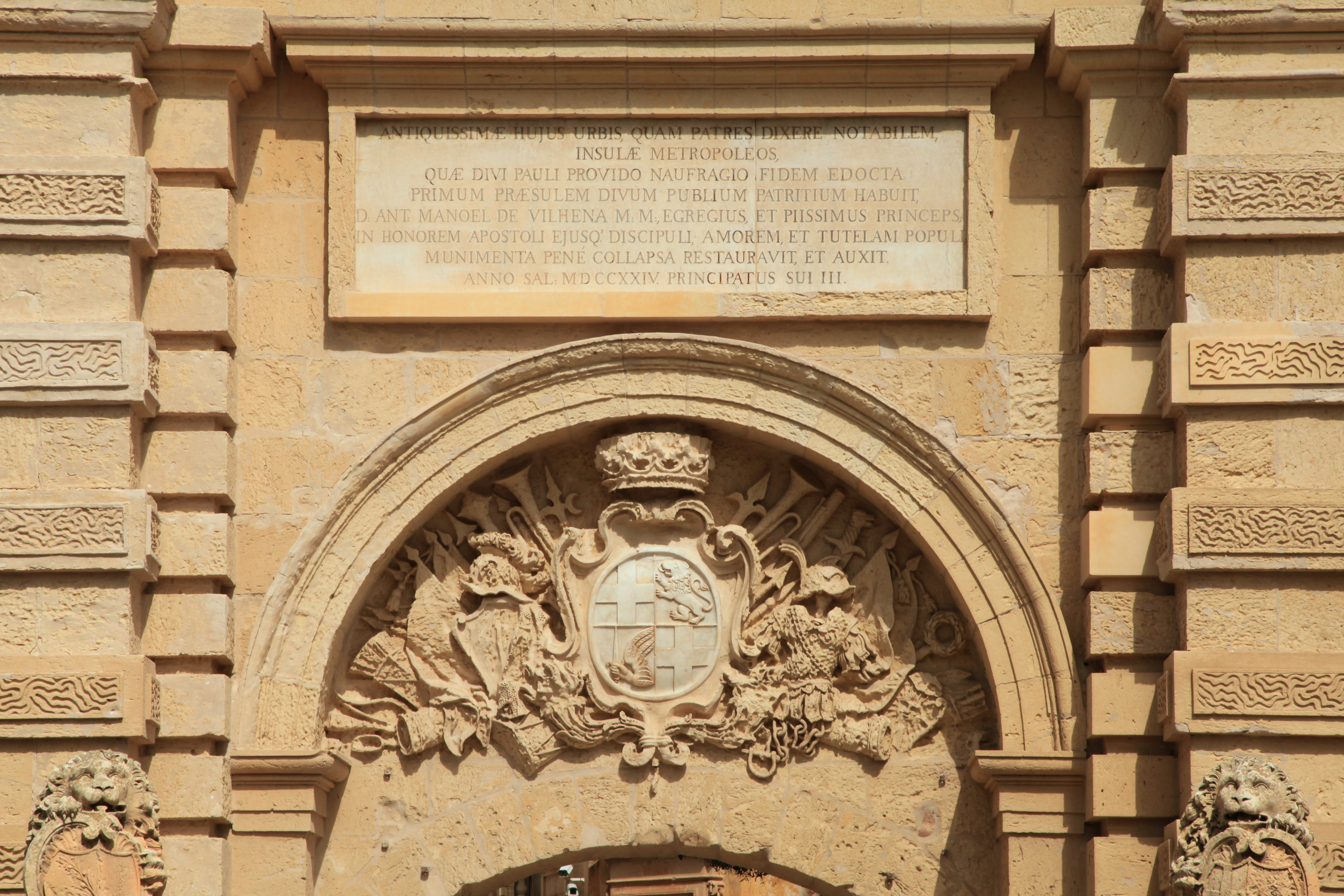
Inscripție și stema lui Vilhena

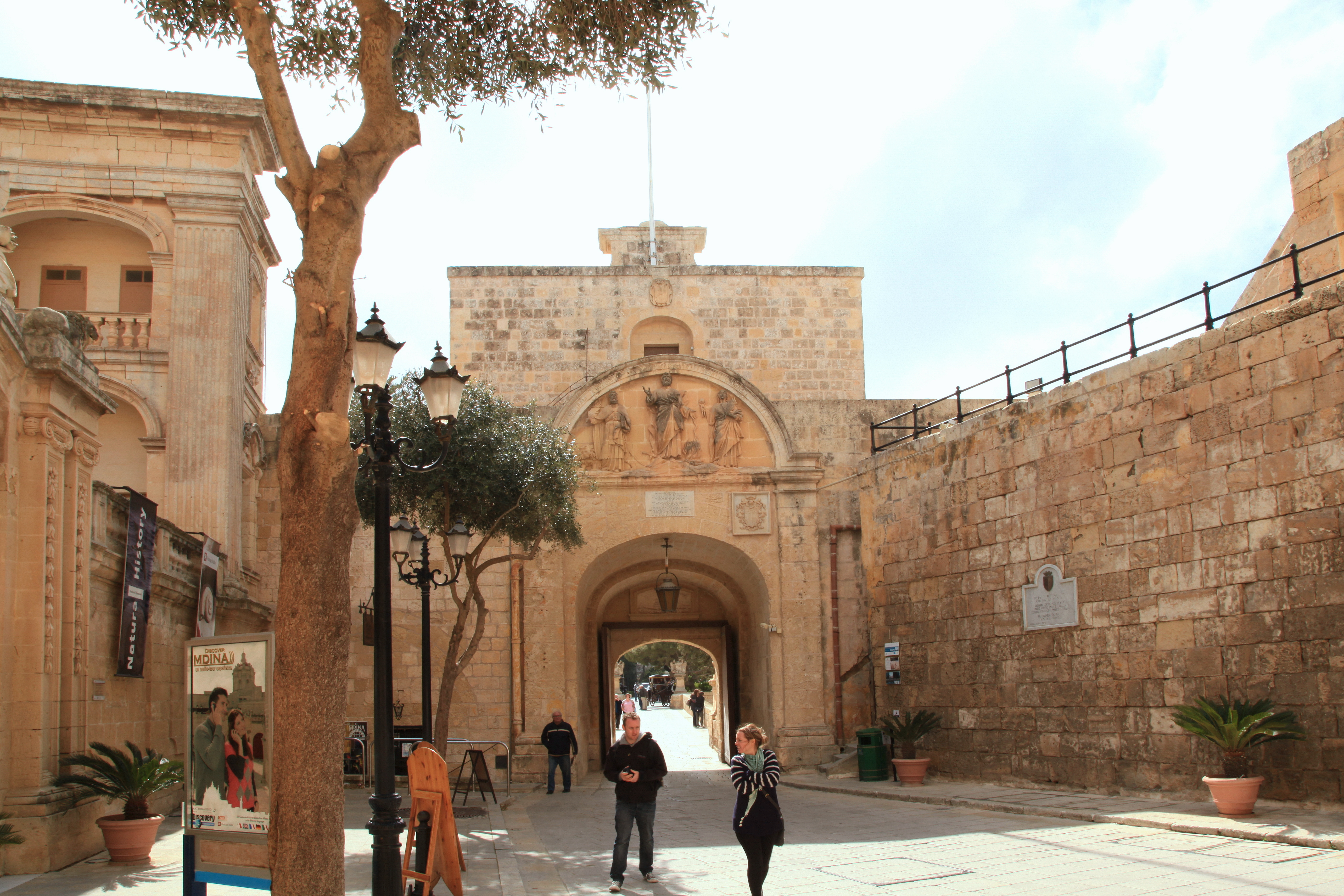
Partea din spate a porții

Poarta Mdina constă dintr-un portal baroc și o suprastructură care servește ca o gheretă. Portalul este decorat cu pilaștri dubli, cu stemele Marelui Maestru António Manoel de Vilhena și a orașului Mdina, cu diverse arme și un citat în latină:
„{{{1}}}”
Partea din spate a porții este decorat cu reliefuri ale Sf. Publius, Sf. Agatha și Sf. Pavel, care sunt sfinții patroni ai Maltei.
Un pod de piatră arcuit, decorat cu statui de lei care țin stema lui Vilhena sau a orașului Rabat, duce la poarta. Un pod mobil din lemn à la Vauban lega inițial podul de poartă.